# American Dream (Crosby, Stills, Nash & Young)
| Recensione                        | Giudizio   |
| --------------------------------- | ---------- |
| AllMusic                          | [ 2 ]      |
| Robert Christgau                  | C+         |
| The New Rolling Stone Album Guide | [ 4 ]      |
| Sputnikmusic                      | 2.0 (Poor) |
| Piero Scaruffi                    | [ 6 ]      |
| OndaRock                          | [ 7 ]      |

American Dream è un album musicale del gruppo Crosby, Stills, Nash & Young pubblicato nel novembre del 1988. Si tratta del primo album in studio in cui il quartetto è di nuovo insieme dopo diciotto anni.

## Tracce
Lato A
1. American Dream – 3:15 (Neil Young) – Registrato il 3 marzo 1988
2. Got It Made – 4:36 (Stephen Stills) – Registrato il 2 marzo 1988
3. Name of Love – 4:28 (Neil Young) – Registrato il 25 febbraio 1988
4. Don't Say Goodbye – 3:23 (Graham Nash, Joe Vitale) – Registrato il 15 settembre 1988
5. This Old House – 4:44 (Neil Young) – Registrato il 4 maggio 1988
6. Nighttime for the Generals – 4:20 (David Crosby, Craig Doerge) – Registrato il 24 marzo 1988
7. Shadowland – 4:33 (Rick Ryan, Graham Nash, Joe Vitale) – Registrato il 24 aprile 1987

Lato B
1. Drivin' Thunder – 3:12 (Stephen Stills, Neil Young) – Registrato il 2 marzo 1988
2. Clear Blue Skies – 3:05 (Graham Nash) – Registrato il 28 marzo 1988
3. That Girl – 3:27 (Stephen Stills, Joe Vitale, Bob Glaub) – Registrato il 10 maggio 1988
4. Compass – 5:19 (David Crosby) – Registrato il 22 marzo 1988
5. Soldiers of Peace – 3:43 (Graham Nash, Craig Doerge, Joe Vitale) – Registrato il 16 settembre 1988
6. Feel Your Love – 4:09 (Neil Young) – Registrato il 21 luglio 1988
7. Night Song – 4:17 (Stephen Stills, Neil Young) – Registrato il 28 luglio 1988

## Musicisti
American Dream
- Neil Young - voce solista, chitarra elettrica
- Stephen Stills - tastiere
- David Crosby - accompagnamento vocale, cori
- Graham Nash - accompagnamento vocale, cori
- Bob Glaub - basso
- Joe Vitale - batteria
- Niko Bolas - battito delle mani (hand-claps)
- Tim Mulligan - battito delle mani (hand-claps)
- Tim Foster - battito delle mani (hand-claps)
- Brentley Walton - battito delle mani (hand-claps)

Got It Made
- Stephen Stills - voce solista, tastiere
- Neil Young - chitarra elettrica
- David Crosby - accompagnamento vocale, cori
- Graham Nash - accompagnamento vocale, cori
- Bob Glaub - basso
- Joe Vitale - batteria
- Joe Lala - percussioni

Name of Love
- Neil Young - voce solista, chitarra elettrica, percussioni, accompagnamento vocale, cori
- Stephen Stills - chitarra elettrica, accompagnamento vocale, cori
- David Crosby - accompagnamento vocale, cori
- Graham Nash - accompagnamento vocale, cori
- Bob Glaub - basso
- Joe Vitale - batteria

Don't Say Goodbye
- Graham Nash - voce solista, pianoforte
- Stephen Stills - basso sintetizzatore, chitarra elettrica, accompagnamento vocale, cori
- Neil Young - voce, chitarra elettrica, pianoforte aggiunto, accompagnamento vocale, cori
- David Crosby - accompagnamento vocale, cori
- Joe Vitale - batteria, sintetizzatore

This Old House
- Neil Young - voce solista, strumenti presenti nel brano, accompagnamento vocale, cori
- Stephen Stills - accompagnamento vocale, cori
- David Crosby - accompagnamento vocale, cori
- Graham Nash - accompagnamento vocale, cori
- Brian Bell - sintetizzatore, programming

Nighttime for the Generals
- David Crosby - voce solista, accompagnamento vocale, cori
- Stephen Stills - chitarra elettrica solista (ispirata da James Marshall Hendrix), accompagnamento vocale, cori
- Neil Young - chitarra elettrica, accompagnamento vocale, cori
- Graham Nash - chitarra elettrica, accompagnamento vocale, cori
- Mike Finnigan - organo B-3
- Bob Glaub - basso
- Joe Vitale - batteria

Shadowland
- Graham Nash - voce solista, effetti sonori
- Neil Young - chitarra elettrica, accompagnamento vocale, cori
- Stephen Stills - accompagnamento vocale, cori
- David Crosby - accompagnamento vocale, cori
- Joe Vitale - strumenti vari, effetti sonori, voce aggiunta (parte finale)
- Joe Lala - percussioni
- Bill Boydstun - effetti sonori
- Don Gooch - effetti sonori
- Bill Lazerus - effetti sonori

Drivin' Thunder
- Stephen Stills - voce solista, chitarra elettrica, percussioni, accompagnamento vocale, cori
- Neil Young - voce solista, chitarra elettrica, accompagnamento vocale, cori
- Graham Nash - accompagnamento vocale, cori
- David Crosby - accompagnamento vocale, cori
- Bob Glaub - basso
- Joe Vitale - batteria, percussioni

Clear Blue Skies
- Graham Nash - voce solista, tastiere
- Stephen Stills - chitarra elettrica, accompagnamento vocale, cori
- Neil Young - chitarra elettrica, accompagnamento vocale, cori
- David Crosby - chitarra acustica, accompagnamento vocale, cori
- Bob Glaub - basso
- Joe Vitale - batteria, tastiere
- Joe Lala - percussioni

That Girl
- Stephen Stills - voce solista, chitarra elettrica
- Neil Young - chitarra elettrica, accompagnamento vocale, cori
- David Crosby - accompagnamento vocale, cori
- Graham Nash - accompagnamento vocale, cori
- Joe Vitale - tastiere
- Bob Glaub - basso
- Chad Cromwell - batteria
- Joe Lala - percussioni
- The Bluenotes - strumenti a fiato
- Larry Cragg - strumenti a fiato
- Steve Lawrence - strumenti a fiato
- Tommy Bray - strumenti a fiato
- Claude Caillet - strumenti a fiato
- John Fumo - strumenti a fiato

Compass
- David Crosby - voce solista, chitarra acustica
- Neil Young - armonica
- Stephen Stills - accompagnamento vocale, cori
- Graham Nash - accompagnamento vocale, cori
- Joe Vitale - tastiere

Soldiers of Peace
- Graham Nash - voce solista, accompagnamento vocale, cori
- Stephen Stills - chitarra acustica, accompagnamento vocale, cori
- Neil Young - chitarra elettrica, accompagnamento vocale, cori
- David Crosby - accompagnamento vocale, cori
- Michael Finnigan - tastiere, voce aggiunta
- Joe Vitale - tastiere
- Rhett Lawrence - sintetizzatore programming
- Bob Glaub - basso
- Joe Lala - batteria
- Kelly Ashmore (The Volume Dealers Choir) - coro parte finale
- Betsy Aubrey (The Volume Dealers Choir) - coro parte finale
- Tom Banghart (The Volume Dealers Choir) - coro parte finale
- Cha Blevins (The Volume Dealers Choir) - coro parte finale
- Niko Bolas (The Volume Dealers Choir) - coro parte finale
- Craig Doerge (The Volume Dealers Choir) - coro parte finale
- Scott Gordon (The Volume Dealers Choir) - coro parte finale
- R. Mac Holbert (The Volume Dealers Choir) - coro parte finale
- Stanley Johnston (The Volume Dealers Choir) - coro parte finale
- Bill Krause (The Volume Dealers Choir) - coro parte finale
- Debbie Meister (The Volume Dealers Choir) - coro parte finale
- Tim Mulligan (The Volume Dealers Choir) - coro parte finale
- Graham e Susan Nash (The Volume Dealers Choir) - coro parte finale
- Jay Parti (The Volume Dealers Choir) - coro parte finale
- Steve Perry (The Volume Dealers Choir) - coro parte finale
- Vince Slaughter (The Volume Dealers Choir) - coro parte finale
- Stephen Stills (The Volume Dealers Choir) - coro parte finale
- Joe Vitale (The Volume Dealers Choir) - coro parte finale
- Neil Young (The Volume Dealers Choir) - coro parte finale
- Paul Williamson (The Volume Dealers Choir) - coro parte finale

Feel Your Love
- Neil Young - voce solista, chitarra acustica, percussioni
- Stephen Stills - accompagnamento vocale, cori
- David Crosby - accompagnamento vocale, cori
- Graham Nash - accompagnamento vocale, cori
- Joe Vitale - percussioni, vibrafono

Night Song
- Stephen Stills - voce solista, chitarra elettrica, sintetizzatori, basso, battito delle mani (handclaps), accompagnamento vocale, cori
- Neil Young - voce solista, chitarra elettrica, accompagnamento vocale, cori
- Graham Nash - accompagnamento vocale, cori
- David Crosby - accompagnamento vocale, cori
- Joe Vitale - batteria

Note aggiuntive
- Croby, Stills, Nash & Young e Niko Bolas - produttori
- Tim Mulligan - assistente alla produzione
- Registrazioni effettuate al Redwood Digital Studios di Woodside, California
- Gary Long, Tim McCollam e Brently Walton - ingegneri delle registrazioni
- Mixato al A+M Records Studio A di Hollywood, California ed al Record One di Los Angeles, California
- Croby, Stills, Nash & Young, Niko Bolas, Tim Mulligan - mixaggio
- Bob Vogt, Tom Banghart, Rall Rogut e Dan Bosworth - assistenti al mixaggio
- Gary Burden - art direction e design (per la R. Twerk & Co.)
- Aaron Rapoport - fotografia copertina frontale album
- Henry Diltz - fotografia retrocopertina album[9]